# Quốc hội Việt Nam khóa XIV
Quốc hội Việt Nam khóa XIV (nhiệm kỳ 2016-2021) là nhiệm kỳ thứ 14 của Quốc hội Việt Nam, được bầu vào ngày 22 tháng 5 năm 2016 với 496 đại biểu.

## Kết quả bầu cử

Cơ cấu thành phần đại biểu Quốc hội Việt Nam khóa XIV sau bầu cử 22/05/2016: Đảng Cộng sản (475); Không đảng phái (21)

Kết quả bầu cử đại biểu Quốc hội, Tổng thư ký Quốc hội Nguyễn Hạnh Phúc cho biết, cả nước đã bầu được 496 người, tuy nhiên 1 người bị Hội đồng bầu cử quốc gia không công nhận tư cách Đại biểu Quốc hội theo đề nghị của Ủy ban Kiểm tra Trung ương cho là có nhiều khuyết điểm, vi phạm, vào ngày 15/7 trước khi khai mạc kì họp thứ nhất Quốc hội khóa XIV là ông Trịnh Xuân Thanh - nguyên Phó Chủ tịch UBND tỉnh Hậu Giang nhiệm kì 2011-2016  Ngoài ra, hội đồng bầu cử quốc gia nhất trí không xác nhận tư cách đại biểu Quốc hội khóa XIV đối với bà Nguyễn Thị Nguyệt Hường vì có thêm một quốc tịch thứ 2 là Cộng hòa Malta và cá nhân có đơn xin rút không tham gia đại biểu Quốc hội khóa XIV.
Đại biểu do Trung ương giới thiệu 182/197 người trúng cử, cơ quan Đảng 12/12, cơ quan Chủ tịch nước 3/3, cơ quan Quốc hội 104/113, cơ quan Chính phủ 17/17, Mặt trận Tổ quốc và các tổ chức thành viên 25/31, Toà án Nhân dân Tối cao (1/1), Viện Kiểm sát nhân dân Tối cao 1/1, Bộ Quốc phòng 15/15, cơ quan công an 3/3....
Có 17 sĩ quan Công an Nhân dân Việt Nam (trong đó có 2 thượng tướng, 1 trung tướng, 9 đại tá (giám đốc công an các tỉnh), 1 thượng tá, 1 đại úy) trúng cử đại biểu quốc hội khóa XIV.
Đáng chú ý là có 15 người do Trung ương giới thiệu không trúng cử.
Trong đó, Trung ương giới thiệu về TP. HCM 14 người nhưng có bảy người không trúng cử, giới thiệu về Hà Nội 13 người thì có 4 không trúng.
Về cơ cấu kết hợp, dân tộc thiểu số 86 người (17,30%) thiếu 4 người, phụ nữ 133 người (26,80%) thiếu 17 người so với dự kiến. Ngoài Đảng, có 21 người trúng cử, (chiếm 4,20%), giảm so với khoá XIII (42 người). Dưới 40 tuổi, có 71 vị trúng cử, cao hơn 21 người so với dự kiến, tăng 1,9% so với khoá XIII. Trình độ trên đại học 310 người (62,50%) đại học 180 người, dưới đại học 6 người, tái cử 160 người (32,30%) giảm 6 người. Như vậy có 317 đại biểu tham gia Quốc hội lần đầu.
Đại biểu tự ứng cử 2 người (trong số 162 người tự ứng cử) , giảm 2 người so với khóa trước
Hội đồng Bầu cử Quốc gia đánh giá, cuộc bầu cử đã phát huy được tinh thần dân chủ, công khai, minh bạch trong từng bước triển khai. Từ dự kiến cơ cấu, thành phần, số lượng, việc đóng góp ý kiến, hiệp thương, lấy ý kiến cử tri, lựa chọn, giới thiệu được những người đủ tiêu chuẩn, chất lượng, tổ chức vận động bầu cử đến việc bỏ phiếu, kiểm phiếu.

### Danh sách các Đại biểu Quốc hội khóa XIV
Chủ tịch
- Nguyễn Thị Kim Ngân

Phó chủ tịch
- Phùng Quốc Hiển
- Uông Chu Lưu
- Tòng Thị Phóng
- Đại tướng Đỗ Bá Tỵ

#### Danh sách đại biểu tự ứng cử và trúng cử
Có hai người tự ứng cử đại biểu quốc hội và trúng cử là Phạm Quang Dũng (tên thường gọi Phạm Văn Nấng) (sinh 12/4/1954) và Nguyễn Anh Trí (sinh 14/9/1957). Cả hai đều là đảng viên Đảng Cộng sản Việt Nam.

#### Danh sách người ngoài đảng trúng cử
Có 21 người không phải là đảng viên đảng Cộng sản Việt Nam đã trúng cử, trong đó có 6 vị chức sắc tôn giáo (1 vị đã mất), 8 người dân tộc thiểu số, và 7 người khác (trong đó 1 người đã bị truất quyền đại biểu), cụ thể gồm có:

##### Chức sắc Tôn giáo
1. Hòa thượng Thích Bảo Nghiêm (Đặng Minh Châu, sinh ngày 27 tháng 12 năm 1956), Đơn vị bầu cử Số 10: Gồm các huyện: Sóc Sơn và Mê Linh, Hà Nội
2. Linh mục Nguyễn Văn Riễn (Nguyễn Văn Riễn, sinh ngày 20 tháng 12 năm 1955), Đơn vị bầu cử Số 3: Gồm thị xã Bến Cát và các huyện: Dầu Tiếng, Bàu Bàng, Phú Giáo, Bắc Tân Uyên
3. Ni sư Thích Nữ Tín Liên (Nguyễn Thị Yến), sinh 10/02/1951, Đơn vị bầu cử Số 8: Gồm quận 12 và quận Gò Vấp, TPHCM
4. Hòa thượng Thích Chơn Thiện (Nguyễn Hội), sinh 01/12/1942, mất 8 tháng 11 năm 2016, Đơn vị bầu cử Số 2: Gồm thành phố Huế và thị xã Hương Thủy, Huế
5. Thượng tọa Thích Thanh Quyết (Lương Công Quyết), sinh 15/6/1962, Phó Chủ tịch Hội đồng Trị sự Trung ương Giáo hội Phật giáo Việt Nam, Đơn vị bầu cử Số 2: Gồm thành phố Uông Bí và các thị xã: Đông Triều, Quảng Yên, tỉnh Quảng Ninh
6. Trần Văn Huynh (Huệ Tín), sinh 10/01/1952, Trưởng ban Thường trực Hội thánh Cao Đài Bạch Y, Đơn vị bầu cử Số 2: Gồm các huyện: An Biên, An Minh, Vĩnh Thuận, U Minh Thượng và Châu Thành, tỉnh Kiên Giang

##### Người dân tộc thiểu số
1. Ka H’Hoa, dân tộc Mạ, sinh 06/11/1987, Giáo viên, Bí thư Chi đoàn Trường trung học cơ sở Lý Tự Trọng, xã Đắk R’Moan, thị xã Gia Nghĩa, tỉnh Đắk Nông, Đơn vị bầu cử Số 2: Gồm các huyện: Đắk Mil, Cư Jút và Krông Nô, tỉnh Đắk Nông
2. Quàng Thị Vân, dân tộc Khơ-mú, sinh 20/4/1985, Bác sĩ, Trung tâm y tế thành phố Điện Biên Phủ, tỉnh Điện Biên, Đơn vị bầu cử Số 1: Gồm thành phố Điện Biên Phủ và các huyện: Điện Biên Đông, Mường Ảng, Điện Biên, tỉnh Điện Biên
3. Ngàn Phương Loan, dân tộc Nùng, sinh 10/12/1988, dân tộc Nùng, Giảng viên, trợ lý khoa Ngoại ngữ trường Cao đẳng Sư phạm Lạng Sơn, Đơn vị bầu cử Số 1: Gồm các huyện: Bắc Sơn, Bình Gia, Văn Quan, Chi Lăng và Hữu Lũng, tỉnh Lạng Sơn
4. Nguyễn Thị Thảo, dân tộc Thái, sinh 16/4/1984, bác sĩ Bệnh viện đa khoa khu vực Tây bắc tỉnh Nghệ An, Đơn vị bầu cử Số 2: Gồm thị xã Thái Hoà và các huyện: Quế Phong, Quỳ Châu, Quỳ Hợp, Nghĩa Đàn, Tân Kỳ, tỉnh Nghệ An
5. Đinh Thị Bình, dân tộc Mường, sinh 24/8/1984, giáo viên Trường Trung học phổ thông Minh Đài, huyện Tân Sơn, tỉnh Phú Thọ, Đơn vị bầu cử Số 1: Gồm thành phố Việt Trì và các huyện: Tam Nông, Tân Sơn, Thanh Sơn, Thanh Thủy, Yên Lập, tỉnh Phú Thọ
6. Cao Thị Giang, dân tộc Chứt, sinh 15/7/1988, dân tộc Chứt, giáo viên Trường Trung học cơ sở và Trung học phổ thông Hóa Tiến, huyện Minh Hóa, tỉnh Quảng Bình, Đơn vị bầu cử Số 1: Gồm thị xã Ba Đồn và các huyện: Minh Hóa, Tuyên Hóa, Quảng Trạch, tỉnh Quảng Bình
7. Bùi Thị Thủy, dân tộc Mường, sinh 20/7/1983, Giáo viên Trường trung học phổ thông Thạch Thành 4, huyện Thạch Thành, tỉnh Thanh Hóa, lí luận chính trị sơ cấp (?), Đơn vị bầu cử Số 2: Gồm thị xã Bỉm Sơn và các huyện: Hà Trung, Nga Sơn, Hậu Lộc, Vĩnh Lộc, Thạch Thành, tỉnh Thanh Hóa
8. Triệu Thị Huyền, dân tộc Dao, sinh 23/3/1992, dân tộc Dao, nghề nông dân, Thôn Khe Phưa, xã Minh An, huyện Văn Chấn, tỉnh Yên Bái, Đơn vị bầu cử Số 2: Gồm thị xã Nghĩa Lộ và các huyện: Văn Chấn, Trạm Tấu, Mù Cang Chải, Văn Yên, tỉnh Yên Bái[13]

##### Khác
1. Nguyễn Lân Hiếu (sinh 14/9/1972, con trai ông Nguyễn Lân Dũng, cũng là đại biểu quốc hội ngoài đảng), Phó giáo sư, Tiến sĩ Y học, giảng viên Đại học Y Hà Nội, Đơn vị bầu cử Số 2: Gồm các huyện: Châu Phú và Châu Thành, tỉnh An Giang
2. Dương Trung Quốc, sinh 02/6/1947, Phó Chủ tịch kiêm Tổng thư ký Hội Khoa học Lịch sử Việt Nam, Đơn vị bầu cử Số 4: Gồm các huyện: Định Quán và Tân Phú, tỉnh Đồng Nai
3. Phùng Thị Thường, sinh 04/8/1985, Phó Chủ tịch công đoàn cơ sở, Nhân viên nhân sự Công ty Trách nhiệm hữu hạn Shinwon Ebenezer Việt Nam, Đơn vị bầu cử Số 1: Gồm thành phố Vĩnh Yên, Thị xã Phúc Yên, các huyện: Vĩnh Tường, Yên Lạc, tĩnh Vĩnh Phúc
4. Nguyễn Thị Ngọc Lan, sinh 05/8/1985, chuyên viên sở y tế Bắc Ninh, Đơn vị bầu cử Số 2: Gồm thị xã Từ Sơn và các huyện: Tiên Du, Yên Phong, tỉnh Bắc Ninh
5. Huỳnh Thành Chung, sinh 21/8/1968, Tổng Giám đốc Công ty Cổ phần Đầu tư Xây dựng cơ sở hạ tầng Bình Phước, Đơn vị bầu cử Số 1: Gồm thị xã Bình Long và các huyện: Bù Đốp, Bù Gia Mập, Chơn Thành, Hớn Quản, Lộc Ninh, tỉnh Bình Phước
6. Nguyễn Văn Thân, sinh 2/02/1955, Ủy viên Ủy ban Trung ương Mặt trận Tổ quốc Việt Nam, Ủy viên Đoàn Chủ tịch Ủy ban Trung ương Mặt trận Tổ quốc Việt Nam, Chủ tịch Hội doanh nghiệp nhỏ và vừa Việt Nam, Đơn vị bầu cử Số 2: Gồm các huyện: Đông Hưng và Thái Thụy, tỉnh Thái Bình
7. Nguyễn Thị Nguyệt Hường, sinh năm 1970, sau đó bị truất quyền đại biểu

### Danh sách 15 người do Trung ương giới thiệu nhưng không trúng cử
Danh sách 15 người trong số 197 người được trung ương giới thiệu nhưng không trúng cử:

#### Khối Quốc hội
1. Nguyễn Kim Hồng, Phó Chủ nhiệm Ủy ban Pháp luật, ứng cử tại tỉnh Đồng Tháp
2. Đỗ Văn Đương, Ủy viên Thường trực ủy ban Tư pháp, ứng cử tại TP.HCM
3. Y Thông, Ủy viên thường trực Hội đồng Dân tộc, ứng cử tại tỉnh Phú Yên
4. Sa Văn Khiêm, Vụ trưởng Vụ Dân tộc - Văn phòng Quốc hội, ứng cử tại tỉnh Trà Vinh
5. Bùi Quang Huy, Trưởng ban Tổ chức T.Ư Đoàn TNCSHCM, ứng cử tại TP.HCM
6. Phạm Lương Sơn, Trưởng ban thực hiện chính sách Bảo hiểm Y tế - Bảo hiểm xã hội VN, ứng cử tại TP.HCM
7. Vũ Văn Chiến, Hiệu trưởng trường Cán bộ thanh tra Chính phủ, ứng cử tại TP.HCM
8. Phạm Thành Nam, Hàm Vụ trưởng Vụ Tổng hợp – Văn phòng T.Ư, ứng cử tại TP.HCM
9. Phan Xuân Tuy, Viện trưởng Viện nghiên cứu khoa học an ninh – Học viện An ninh nhân dân, ứng cử tại TP Hà Nội.

#### Khối Mặt trận
1. Đàm Hữu Đắc, Chủ tịch Hội người cao tuổi, ứng cử tại Hà Nội
2. Hoàng Châu Sơn, Phó Chủ tịch Hội nạn nhân chất độc da xam/đioxin, ứng cử tại Hà Nội
3. Nguyễn Hữu Thỉnh, Chủ tịch Liên hiệp các hội Văn học nghệ thuật, ứng cử tại Hà Nội
4. Trần Đông A, Ủy viên Ủy ban T.Ư MTTQ Việt Nam, ứng cử tại TP.HCM
5. Nguyễn Phú Bình, Chủ tịch Hội liên lạc với người Việt Nam ở nước ngoài, ứng cử tại TP.HCM
6. Lương Phan Cừ, Phó Chủ tịch Hội bảo trợ người tàn tật, ứng cử tại TP.HCM

### Đánh giá của Hội đồng Bầu cử Quốc gia
Nhìn nhận hạn chế, Hội đồng Bầu cử Quốc gia nêu rõ, cơ cấu đại biểu chưa đạt như định hướng, dự kiến ban đầu, nhất là tỷ lệ nữ, người ngoài Đảng. Hay, việc loại một số ứng cử viên tự ứng cử đại biểu Quốc hội trong hiệp thương lần thứ ba mà được cử tri nơi cư trú, cử tri ở cơ quan tín nhiệm đã gây dư luận không tốt. Ngoài ra, trong vận động bầu cử vẫn có trường hợp vận động thiếu bình đẳng. Tình trạng bầu hộ, bầu thay vẫn chưa được khắc phục, ông Phúc cho biết.
Hội đồng Bầu cử Quốc gia cũng cho rằng, việc phân bổ các ứng cử viên đại biểu Quốc hội giữa Trung ương và địa phương có nơi trong một đơn vị bầu cử còn chưa đảm bảo tính hợp lý, chưa bảo đảm sự bình đẳng giữa các ứng cử viên, thể hiện rõ sự chênh lệch về trình độ, năng lực, vị trí công tác của các ứng cử viên. Trong số hơn 6 triệu người Công giáo tại Việt Nam, chỉ có linh mục Gioan Baotixita Nguyễn Văn Riễn là người duy nhất trúng cử vào Quốc hội khóa XIV

## Các kỳ họp Quốc hội

### Kỳ họp thứ nhất (20.7.2016 - 29.7.2016)
Kỳ họp thứ nhất Quốc hội khóa XIV diễn ra từ ngày 20 đến 29/7/2016 tại Hà Nội. Kỳ họp xem xét thông qua báo cáo tổng kết cuộc bầu cử đại biểu Quốc hội khóa XIV và đại biểu Hội đồng Nhân dân các cấp nhiệm kỳ 2016-2021. Đồng thời tại kỳ họp, Quốc hội tiến hành bầu mới Chủ tịch Quốc hội, các Phó chủ tịch Quốc hội và các Ủy viên của Ủy ban Thường vụ Quốc hội, Chủ tịch Hội đồng dân tộc, Chủ nhiệm các Ủy ban của Quốc hội, Tổng thư ký Quốc hội, Chủ tịch nước, Phó chủ tịch nước, Thủ tướng, Chánh án Tòa án Nhân dân tối cao, Tổng Kiểm toán Nhà nước. Quốc hội cũng sẽ quyết định cơ cấu tổ chức, số lượng thành viên Chính phủ; phê chuẩn việc bổ nhiệm các Phó thủ tướng, Bộ trưởng và thành viên khác của Chính phủ; phê chuẩn danh sách Phó chủ tịch và Ủy viên Hội đồng quốc phòng và an ninh.

#### Kết quả
Bầu cử thành viên cấp cao Quốc hội
| |                                                                            |                                                                            |                                                                            |                                                        |                                                        |                                                        |                                                        |
| Bầu Chủ tịch Quốc hội                                                                                           | Bầu Chủ tịch Quốc hội                                                      | Bầu Chủ tịch Quốc hội                                                      | Bầu Chủ tịch Quốc hội                                                      | Bầu Phó Chủ tịch Quốc hội                              | Bầu Phó Chủ tịch Quốc hội                              | Bầu Phó Chủ tịch Quốc hội                              | Bầu Phó Chủ tịch Quốc hội                              |
| Ứng viên | Tán thành                                                                  | Không tán thành                                                            | Không bỏ phiếu                                                             | Ứng viên                                               | Tán thành                                              | Không tán thành                                        | Không bỏ phiếu                                         |
| Nguyễn Thị Kim Ngân                                                                                             | 483                                                                        | 6                                                                          | 5                                                                          | Tòng Thị Phóng                                         | 482                                                    | 8                                                      | 4                                                      |
| Nguyễn Thị Kim Ngân                                                                                             | 483                                                                        | 6                                                                          | 5                                                                          | Đỗ Bá Tỵ                                               | 484                                                    | 6                                                      | 4                                                      |
| Nguyễn Thị Kim Ngân                                                                                             | 483                                                                        | 6                                                                          | 5                                                                          | Uông Chu Lưu                                           | 478                                                    | 12                                                     | 4                                                      |
| Nguyễn Thị Kim Ngân                                                                                             | 483                                                                        | 6                                                                          | 5                                                                          | Phùng Quốc Hiển                                        | 480                                                    | 10                                                     | 4                                                      |
| |                                                                            |                                                                            |                                                                            |                                                        |                                                        |                                                        |                                                        |
| Bầu Uỷ viên Uỷ ban Thường vụ Quốc hội                                                                           |                                                                            |                                                                            |                                                                            |                                                        |                                                        |                                                        |                                                        |
| Ứng viên | Tán thành                                                                  | Không tán thành                                                            | Không bỏ phiếu                                                             | Ứng viên                                               | Tán thành                                              | Không tán thành                                        | Không bỏ phiếu                                         |
| Nguyễn Thúy Anh                                                                                                 | 461                                                                        | 29                                                                         | 4                                                                          | Phan Thanh Bình                                        | 475                                                    | 15                                                     | 4                                                      |
| Hà Ngọc Chiến                                                                                                   | 487                                                                        | 3                                                                          | 4                                                                          | Phan Xuân Dũng                                         | 479                                                    | 11                                                     | 4                                                      |
| Nguyễn Khắc Định                                                                                                | 463                                                                        | 27                                                                         | 4                                                                          | Nguyễn Văn Giàu                                        | 473                                                    | 17                                                     | 4                                                      |
| Nguyễn Đức Hải                                                                                                  | 479                                                                        | 11                                                                         | 4                                                                          | Nguyễn Thanh Hải                                       | 395                                                    | 95                                                     | 4                                                      |
| Lê Thị Nga | 452                                                                        | 37                                                                         | 5                                                                          | Nguyễn Hạnh Phúc                                       | 473                                                    | 16                                                     | 5                                                      |
| Vũ Hồng Thanh                                                                                                   | 353                                                                        | 134                                                                        | 7                                                                          | Trần Văn Túy                                           | 484                                                    | 6                                                      | 4                                                      |
| Vũ Hồng Thanh                                                                                                   | 353                                                                        | 134                                                                        | 7                                                                          | Võ Trọng Việt                                          | 484                                                    | 6                                                      | 4                                                      |
| |                                                                            |                                                                            |                                                                            |                                                        |                                                        |                                                        |                                                        |
| Bầu Chủ tịch Hội đồng dân tộc, Chủ nhiệm các Ủy ban của Quốc hội, Tổng thư ký Quốc hội, Tổng kiểm toán Nhà nước |                                                                            |                                                                            |                                                                            |                                                        |                                                        |                                                        |                                                        |
| Bầu Chủ nhiệm Ủy ban Quốc phòng và An ninh                                                                      | Bầu Chủ nhiệm Ủy ban Quốc phòng và An ninh                                 | Bầu Chủ nhiệm Ủy ban Quốc phòng và An ninh                                 | Bầu Chủ nhiệm Ủy ban Quốc phòng và An ninh                                 | Bầu Chủ tịch Hội đồng Dân tộc                          | Bầu Chủ tịch Hội đồng Dân tộc                          | Bầu Chủ tịch Hội đồng Dân tộc                          | Bầu Chủ tịch Hội đồng Dân tộc                          |
| Ứng viên | Tán thành                                                                  | Không tán thành                                                            | Không bỏ phiếu                                                             | Ứng viên                                               | Tán thành                                              | Không tán thành                                        | Không bỏ phiếu                                         |
| Võ Trọng Việt                                                                                                   | 478                                                                        | 8                                                                          | 8                                                                          | Hà Ngọc Chiến                                          | 481                                                    | 6                                                      | 7                                                      |
| Bầu Chủ nhiệm Ủy ban Pháp luật                                                                                  | Bầu Chủ nhiệm Ủy ban Pháp luật                                             | Bầu Chủ nhiệm Ủy ban Pháp luật                                             | Bầu Chủ nhiệm Ủy ban Pháp luật                                             | Bầu Chủ nhiệm Ủy ban Về các vấn đề xã hội              | Bầu Chủ nhiệm Ủy ban Về các vấn đề xã hội              | Bầu Chủ nhiệm Ủy ban Về các vấn đề xã hội              | Bầu Chủ nhiệm Ủy ban Về các vấn đề xã hội              |
| Ứng viên | Tán thành                                                                  | Không tán thành                                                            | Không bỏ phiếu                                                             | Ứng viên                                               | Tán thành                                              | Không tán thành                                        | Không bỏ phiếu                                         |
| Nguyễn Khắc Định                                                                                                | 468                                                                        | 9                                                                          | 7                                                                          | Nguyễn Thúy Anh                                        | 459                                                    | 28                                                     | 7                                                      |
| Bầu Chủ nhiệm Ủy ban Văn hóa, giáo dục, thanh niên, thiếu niên và nhi đồng                                      | Bầu Chủ nhiệm Ủy ban Văn hóa, giáo dục, thanh niên, thiếu niên và nhi đồng | Bầu Chủ nhiệm Ủy ban Văn hóa, giáo dục, thanh niên, thiếu niên và nhi đồng | Bầu Chủ nhiệm Ủy ban Văn hóa, giáo dục, thanh niên, thiếu niên và nhi đồng | Bầu Chủ nhiệm Ủy ban Khoa học, Công nghệ và Môi trường | Bầu Chủ nhiệm Ủy ban Khoa học, Công nghệ và Môi trường | Bầu Chủ nhiệm Ủy ban Khoa học, Công nghệ và Môi trường | Bầu Chủ nhiệm Ủy ban Khoa học, Công nghệ và Môi trường |
| Ứng viên | Tán thành                                                                  | Không tán thành                                                            | Không bỏ phiếu                                                             | Ứng viên                                               | Tán thành                                              | Không tán thành                                        | Không bỏ phiếu                                         |
| Phan Thanh Bình                                                                                                 | 477                                                                        | 10                                                                         | 7                                                                          | Phan Xuân Dũng                                         | 477                                                    | 9                                                      | 8                                                      |
| Bầu Chủ nhiệm Ủy ban Đối ngoại                                                                                  | Bầu Chủ nhiệm Ủy ban Đối ngoại                                             | Bầu Chủ nhiệm Ủy ban Đối ngoại                                             | Bầu Chủ nhiệm Ủy ban Đối ngoại                                             | Bầu Chủ nhiệm Ủy ban Tài chính- Ngân sách              | Bầu Chủ nhiệm Ủy ban Tài chính- Ngân sách              | Bầu Chủ nhiệm Ủy ban Tài chính- Ngân sách              | Bầu Chủ nhiệm Ủy ban Tài chính- Ngân sách              |
| Ứng viên | Tán thành                                                                  | Không tán thành                                                            | Không bỏ phiếu                                                             | Ứng viên                                               | Tán thành                                              | Không tán thành                                        | Không bỏ phiếu                                         |
| Nguyễn Văn Giàu                                                                                                 | 469                                                                        | 18                                                                         | 7                                                                          | Nguyễn Đức Hải                                         | 480                                                    | 7                                                      | 7                                                      |
| Bầu Chủ nhiệm Ủy ban Tư pháp                                                                                    | Bầu Chủ nhiệm Ủy ban Tư pháp                                               | Bầu Chủ nhiệm Ủy ban Tư pháp                                               | Bầu Chủ nhiệm Ủy ban Tư pháp                                               | Bầu Chủ nhiệm Ủy ban Kinh tế                           | Bầu Chủ nhiệm Ủy ban Kinh tế                           | Bầu Chủ nhiệm Ủy ban Kinh tế                           | Bầu Chủ nhiệm Ủy ban Kinh tế                           |
| Ứng viên | Tán thành                                                                  | Không tán thành                                                            | Không bỏ phiếu                                                             | Ứng viên                                               | Tán thành                                              | Không tán thành                                        | Không bỏ phiếu                                         |
| Lê Thị Nga | 452                                                                        | 35                                                                         | 7                                                                          | Vũ Hồng Thanh                                          | 376                                                    | 107                                                    | 11                                                     |
| Bầu Tổng Thư ký Quốc hội                                                                                        | Bầu Tổng Thư ký Quốc hội                                                   | Bầu Tổng Thư ký Quốc hội                                                   | Bầu Tổng Thư ký Quốc hội                                                   | Bầu Tổng kiểm toán nhà nước                            | Bầu Tổng kiểm toán nhà nước                            | Bầu Tổng kiểm toán nhà nước                            | Bầu Tổng kiểm toán nhà nước                            |
| Ứng viên | Tán thành                                                                  | Không tán thành                                                            | Không bỏ phiếu                                                             | Ứng viên                                               | Tán thành                                              | Không tán thành                                        | Không bỏ phiếu                                         |
| Nguyễn Hạnh Phúc                                                                                                | 465                                                                        | 21                                                                         | 8                                                                          | Hồ Đức Phớc                                            | 459                                                    | 28                                                     | 7                                                      |

Bầu cử thành viên cấp cao Nhà nước
|                                      |                                      |                                      |                                      |                                                |                                                |                                                |                                                |
| Bầu Chủ tịch nước                    | Bầu Chủ tịch nước                    | Bầu Chủ tịch nước                    | Bầu Chủ tịch nước                    | Bầu Phó Chủ tịch nước                          | Bầu Phó Chủ tịch nước                          | Bầu Phó Chủ tịch nước                          | Bầu Phó Chủ tịch nước                          |
| Ứng viên                             | Tán thành                            | Không tán thành                      | Không bỏ phiếu                       | Ứng viên                                       | Tán thành                                      | Không tán thành                                | Không bỏ phiếu                                 |
| Trần Đại Quang                       | 485                                  | 2                                    | 7                                    | Đặng Thị Ngọc Thịnh                            | 478                                            | 9                                              | 7                                              |
|                                      |                                      |                                      |                                      |                                                |                                                |                                                |                                                |
| Bầu Chánh án tòa án nhân dân tối cao | Bầu Chánh án tòa án nhân dân tối cao | Bầu Chánh án tòa án nhân dân tối cao | Bầu Chánh án tòa án nhân dân tối cao | Bầu Viện trưởng Viện kiểm sát nhân dân tối cao | Bầu Viện trưởng Viện kiểm sát nhân dân tối cao | Bầu Viện trưởng Viện kiểm sát nhân dân tối cao | Bầu Viện trưởng Viện kiểm sát nhân dân tối cao |
| Ứng viên                             | Tán thành                            | Không tán thành                      | Không bỏ phiếu                       | Ứng viên                                       | Tán thành                                      | Không tán thành                                | Không bỏ phiếu                                 |
| Nguyễn Hòa Bình                      | 473                                  | 15                                   | 6                                    | Lê Minh Trí                                    | 448                                            | 39                                             | 7                                              |

Bầu cử thành viên cấp cao Chính phủ
|                         |                         |                         |                         |                                   |                                   |                                   |                                   |
| Bầu Thủ tướng Chính phủ | Bầu Thủ tướng Chính phủ | Bầu Thủ tướng Chính phủ | Bầu Thủ tướng Chính phủ | Phê chuẩn Phó Thủ tướng Chính phủ | Phê chuẩn Phó Thủ tướng Chính phủ | Phê chuẩn Phó Thủ tướng Chính phủ | Phê chuẩn Phó Thủ tướng Chính phủ |
| Ứng viên                | Tán thành               | Không tán thành         | Không bỏ phiếu          | Ứng viên                          | Tán thành                         | Không tán thành                   | Không bỏ phiếu                    |
| Nguyễn Xuân Phúc        | 485                     | 4                       | 5                       | Phạm Bình Minh                    | 483                               | 5                                 | 6                                 |
| Nguyễn Xuân Phúc        | 485                     | 4                       | 5                       | Vương Đình Huệ                    | 476                               | 12                                | 6                                 |
| Nguyễn Xuân Phúc        | 485                     | 4                       | 5                       | Vũ Đức Đam                        | 473                               | 15                                | 6                                 |
| Nguyễn Xuân Phúc        | 485                     | 4                       | 5                       | Trương Hòa Bình                   | 469                               | 19                                | 6                                 |
| Nguyễn Xuân Phúc        | 485                     | 4                       | 5                       | Trịnh Đình Dũng                   | 445                               | 43                                | 6                                 |

### Kỳ họp thứ 2 (20.10.2016 - 23.11.2016)
Kỳ họp thứ 2 nhóm họp từ ngày 20/10-23/11/2016. Tại kỳ họp Quốc hội đã xem xét, thông qua 3 luật: 
- Luật tín ngưỡng,
- Luật tôn giáo;
- Luật đấu giá tài sản;
- Sửa đổi, bổ sung Điều 6 và Phụ lục 4 về danh mục ngành, nghề đầu tư kinh doanh có điều kiện của Luật đầu tư.

Đồng thời tại kỳ họp Quốc hội cũng thông qua 11 Nghị quyết:
1. Nghị quyết về kế hoạch phát triển kinh tế-xã hội năm 2017;
2. Nghị quyết về dự toán ngân sách nhà nước năm 2017;
3. Nghị quyết về phân bổ ngân sách trung ương năm 2017;
4. Nghị quyết sửa đổi, bổ sung một số điều của Nghị quyết số 55/2010/QH12 về miễn, giảm thuế sử dụng đất nông nghiệp;
5. Nghị quyết về kế hoạch cơ cấu lại nền kinh tế giai đoạn 2016-2020;
6. Nghị quyết về kế hoạch tài chính 5 năm quốc gia giai đoạn 2016-2020;
7. Nghị quyết về kế hoạch đầu tư công trung hạn giai đoạn 2016-2020;
8. Nghị quyết về chất vấn và trả lời chất vấn tại kỳ họp thứ 2, Quốc hội khóa XIV;
9. Nghị quyết về việc thực hiện thí điểm cấp thị thực điện tử cho người nước ngoài nhập cảnh Việt Nam;
10. Nghị quyết về việc dừng thực hiện dự án xây dựng Nhà máy điện hạt nhân Ninh Thuận.
11. Nghị quyết về nâng cao hiệu lực, hiệu quả thực hiện chương trình mục tiêu quốc gia xây dựng nông thôn mới gắn với cơ cấu lại ngành nông nghiệp.

Quốc hội tiến hành chất vấn 
- Thủ tướng Chính phủ,
- Phó Thủ tướng Chính phủ Vũ Đức Đam,
- Bộ trưởng Công Thương,
- Bộ trưởng Tài nguyên và môi trường,
- Bộ trưởng Giáo dục-đào tạo,
- Bộ trưởng Nội vụ.

Quốc hội xem xét báo cáo công tác của Chánh án Toà án nhân dân tối cao, Viện trưởng Viện kiểm sát nhân dân tối cao; các báo cáo về công tác phòng, chống tội phạm và vi phạm pháp luật, công tác thi hành án và công tác phòng, chống tham nhũng năm 2016 của Chính phủ.

### Kỳ họp thứ 3 (22.5.2017 - 21.6.2017)
Kỳ họp thứ 3 nhóm họp từ ngày 22/5/2017 tại Hà Nội.
Kỳ họp thứ 3 bế mạc sáng ngày 21 tháng 6 năm 2017.

### Kỳ họp thứ 4 (23.10.2017 - 24.11.2017)
Kỳ họp thứ 4 khai mạc ngày 23/10/2017 tại Hà Nội.
Kỳ họp thứ 4 bế mạc chiều ngày 24 tháng 11 năm 2017 tại Hội trường Diên Hồng - Nhà Quốc hội.

### Kỳ họp thứ 5 (21.5.2018 - 15.6.2018)

#### Nhân sự
Tính tới Kỳ họp thứ 5, số đại biểu Quốc hội khóa XIV đã giảm xuống còn 487 đại biểu. 9 người không còn là Đại biểu Quốc hội Việt Nam khóa 14 gồm có: Trịnh Xuân Thanh, Nguyễn Thị Nguyệt Hường, Ngô Văn Minh, Thích Chơn Thiện, Võ Kim Cự, Ngô Đức Mạnh, Phan Thị Mỹ Thanh, Đinh La Thăng, Nguyễn Quốc Khánh; trong số đó có 7 đại biểu là Đảng viên, và 2 đại biểu không phải là Đảng viên.
| Số lượng đại biểu được bầu | Số lượng đại biểu tại Kỳ họp thứ 5 | Số lượng đại biểu bị khuyết |
| -------------------------- | ---------------------------------- | --------------------------- |
| 496                        | 487                                | 9                           |

#### Kế hoạch
Kỳ họp thứ 5 khai mạc ngày 21 tháng 5, bế mạc vào 15 tháng 6 năm 2018 tại Hà Nội, kéo dài 20 ngày, trong đó dành 12 ngày xem xét, thông qua 8 dự án luật và thảo luận, cho ý kiến 8 dự án luật khác.
Các dự án luật dự định xem xét, thông qua gồm:
1. Luật Tố cáo (sửa đổi) (dự định thông qua ngày 12 tháng 6 năm 2018)
2. Luật Đơn vị hành chính - kinh tế đặc biệt Vân Đồn, Bắc Vân Phong, Phú Quốc (dự định thông qua ngày 15 tháng 6 năm 2018, bị hoãn tới kì họp thứ 6)
3. Luật Đo đạc và bản đồ
4. Luật Cạnh tranh (sửa đổi) (dự định thông qua ngày 12 tháng 6 năm 2018)
5. Luật An ninh mạng (dự định thông qua ngày 12 tháng 6 năm 2018)
6. Luật Quốc phòng (sửa đổi)
7. Luật sửa đổi, bổ sung một số điều của Luật Thể dục, thể thao (dự định thông qua ngày 14 tháng 6 năm 2018)
8. Luật sửa đổi, bổ sung một số điều của các luật liên quan đến Luật Quy hoạch (dự định thông qua ngày 15 tháng 6 năm 2018)

Các dự án luật được thảo luận cho ý kiến gồm:
1. Luật Phòng, chống tham nhũng (sửa đổi) (dự định thảo luận trong cả ngày 13 tháng 6 năm 2018, phiên thảo luận được phát thanh, truyền hình trực tiếp)
2. Luật Công an nhân dân (sửa đổi)
3. Luật sửa đổi, bổ sung một số điều của Luật Giáo dục
4. Luật sửa đổi, bổ sung một số điều của Luật Giáo dục Đại học
5. Luật chăn nuôi
6. Luật Trồng trọt
7. Luật sửa đổi, bổ sung một số điều của Luật Đặc xá
8. Luật cảnh sát biển

Các nghị quyết dự định thông qua gồm:
1. Nghị quyết về phê chuẩn quyết toán ngân sách nhà nước năm 2016 (dự định thông qua ngày 12 tháng 6 năm 2018)
2. Nghị quyết về Chương trình giám sát của Quốc hội năm 2019 (dự định thông qua ngày 12 tháng 6 năm 2018)
3. Nghị quyết về kết quả giám sát chuyên đề “việc thực hiện chính sách, pháp luật về quản lý, sử dụng vốn, tài sản nhà nước tại doanh nghiệp và cổ phần hóa doanh nghiệp nhà nước giai đoạn 2011 - 2016” (dự định thông qua ngày 15 tháng 6 năm 2018)
4. Nghị quyết về chất vấn và trả lời chất vấn (dự định thông qua ngày 15 tháng 6 năm 2018)
5. Nghị quyết việc thành lập đoàn giám sát chuyên đề của Quốc hội năm 2019 (dự định thông qua ngày 15 tháng 6 năm 2018)

#### Hoạt động cụ thể

##### Chất vấn Chính phủ
Trong kì họp thứ 5, Quốc hội Việt Nam dành 3 ngày để chất vấn các thành viên Chính phủ Việt Nam, gồm:
1. Bộ trưởng Bộ Giao thông – Vận tải Nguyễn Văn Thể (ngày 4/6/2018)[26]
2. Bộ trưởng Bộ Tài nguyên – Môi trường Trần Hồng Hà (từ 15h00 chiều 4/6/2018)[27]
3. Bộ trưởng Bộ Giáo dục – Đào tạo Phùng Xuân Nhạ (ngày 6/6/2018)[28]
4. Bộ trưởng Bộ Bộ Lao động – Thương binh- Xã hội Đào Ngọc Dung (ngày 5/6/2018, về thị trường lao động, việc làm, bạo hành trẻ em)[29]
5. Phó Thủ tướng Vương Đình Huệ (trong 120 phút, từ 14h30 chiều 6/6/2018)[30]

##### Thông qua Luật Quốc phòng
Sáng ngày 8 tháng 6 năm 2018, Quốc hội Việt Nam đã thông qua Luật Quốc phòng (sửa đổi), cụ thể trong số 435 đại biểu (89,32%) tham gia biểu quyết (tổng số đại biểu Quốc hội là 487, 52 đại biểu không tham gia biểu quyết) có 430 đại biểu tán thành (88,30%), 4 đại biểu không tán thành (0,82%), một đại biểu không biểu quyết (0,21%).

##### Lùi thời điểm thông qua Dự án Luật Đặc khu
Dự án Luật đơn vị hành chính kinh tế đặc biệt Vân Đồn, Bắc Vân Phong, Phú Quốc (gọi tắt dự án luật Đặc khu) đã được Chính phủ trình Quốc hội cho ý kiến tại kỳ họp thứ 4 (tháng 10/2017), được tiếp thu chỉnh lí và trình tiếp vào kì họp thứ 5.
Ngày 23 tháng 5 năm 2018, theo kết quả tổng hợp ý kiến các đại biểu Quốc hội tại hội trường mà Nguyễn Khắc Định, Chủ nhiệm Ủy ban Pháp luật của Quốc hội khóa 14 công bố, đa số ý kiến đại biểu Quốc hội tán thành sự cần thiết ban hành, phạm vi điều chỉnh của dự thảo luật Đặc khu.
Tuy nhiên, 3 giờ sáng ngày 9 tháng 6 năm 2018, Chính phủ Việt Nam thông báo đã đề nghị Ủy ban Thường vụ Quốc hội Việt Nam lùi việc thông qua Dự án Luật Đặc khu sang kì họp thứ 6 Quốc hội khóa 14 (tháng 10.2018) để có thêm thời gian nghiên cứu, tiếp thu sau khi vấp phải sự phản đối của một số đại biểu và dân chúng về thời hạn cho nhà đầu tư thuê đất tới 99 năm và một số ưu đãi khác.
Sáng ngày 11 tháng 6 năm 2018, Quốc hội cho ý kiến về việc rút nội dung biểu quyết thông qua Dự án Luật Đặc khu, kết quả biểu quyết 423 đại biểu tán thành rút trong tổng số 432 đại biểu tham gia biểu quyết (tổng số đại biểu Quốc hội là 487, 55 đại biểu không tham gia biểu quyết), 8 đại biểu không tán thành, một đại biểu không biểu quyết.

##### Thông qua Luật An ninh mạng
Vào lúc 9h57 phút (giờ Việt Nam, GMT+7) sáng ngày 12 tháng 6 năm 2018, Quốc hội Việt Nam đã bỏ phiếu chính thức thông qua Luật An ninh mạng, cụ thể trong số 466 đại biểu (95,69%) tham gia (tổng số đại biểu Quốc hội là 487, 21 đại biểu không tham gia biểu quyết), có 423 đại biểu tán thành (86,86%), 15 đại biểu không tán thành (3,08%), và 28 đại biểu không biểu quyết (5,75%). Luật An ninh mạng có 7 chương, 43 điều, có hiệu lực thi hành từ ngày 1 tháng 1 năm 2019. Trước khi biểu quyết thông qua Luật An ninh mạng, các đại biểu đã được lấy ý kiến về điều 10 và điều 26, kết quả 81,72% đại biểu được lấy ý kiến tán thành điều 26 quy định doanh nghiệp đặt máy chủ tại Việt Nam, 86,86% đại biểu được lấy ý kiến tán thành điều 10 quy định đối với hệ thống thông tin quan trọng về an ninh quốc gia.

##### Thông qua Luật Tố cáo
Sáng ngày 12 tháng 6 năm 2018, Quốc hội Việt Nam đã biểu quyết thông qua Luật Tố cáo (sửa đổi), cụ thể trong số 469 đại biểu tham gia biểu quyết (tổng số đại biểu Quốc hội là 487, 18 đại biểu không tham gia biểu quyết) có 468 đại biểu tán thành (96,30%), 1 đại biểu không tán thành (0,21%). Luật Tố cáo sửa đổi có hiệu lực thi hành từ ngày 1 tháng 1 năm 2019. Luật không cho phép tố cáo qua điện thoại, email.

##### Thông qua Luật Cạnh tranh
Sáng ngày 12 tháng 6 năm 2018, Quốc hội Việt Nam đã thông qua Luật Cạnh tranh (sửa đổi), cụ thể trong số 469 đại biểu (96,30%) tham gia biểu quyết (tổng số đại biểu Quốc hội là 487, 18 đại biểu không tham gia biểu quyết) có 464 đại biểu tán thành (95,28%), 5 đại biểu không tán thành (1,03%).

##### Thông qua quyết toán ngân sách nhà nước năm 2016
Cũng trong sáng ngày 12 tháng 6 năm 2018, Quốc hội Việt Nam đã thông qua nghị quyết phê chuẩn quyết toán ngân sách nhà nước 2016, cụ thể trong số 468 đại biểu tham gia biểu quyết (tổng số đại biểu Quốc hội là 487, 19 đại biểu không tham gia biểu quyết) có 465 đại biểu tán thành và 3 đại biểu không biểu quyết. Theo quyết toán, tổng số thu cân đối ngân sách nhà nước là hơn 1,4 triệu tỉ đồng, chi ngân sách nhà nước là 1,57 triệu tỉ đồng, bội chi ngân sách nhà nước là hơn 248,7 nghìn tỉ đồng (chiếm 5,52% GDP).

##### Thông qua Luật sửa đổi bổ sung một số điều Luật Thể dục thể thao
Sáng ngày 14 tháng 6 năm 2018, Quốc hội Việt Nam đã thông qua Luật sửa đổi bổ sung một số điều Luật Thể dục thể thao, cụ thể trong số 460 đại biểu tham gia biểu quyết (tổng số đại biểu Quốc hội là 487, 27 đại biểu không tham gia biểu quyết) có 457 đại biểu tán thành, một đại biểu tán thành và hai đại biểu không biểu quyết. Theo đó, luật này bổ sung đặt cược thể thao. Luật có hiệu lực thi hành từ ngày 1 tháng 1 năm 2019.

##### Bế mạc
Vào sáng ngày 15 tháng 6 năm 2018, kì họp thứ 5 bế mạc sau 21 ngày làm việc.

### Kỳ họp thứ 6 (22.10.2018 - 21.11.2018)
Kỳ họp thứ 6 khai mạc ngày 22 tháng 10 năm 2018. Kì họp dự định diễn ra trong 24 ngày, kết thúc vào ngày 21 tháng 11 năm 2018.

#### Nhân sự
Tính tới Kỳ họp thứ 6, số đại biểu Quốc hội khóa XIV đã giảm xuống còn 485 đại biểu. 11 người không còn là Đại biểu Quốc hội Việt Nam khóa 14 gồm có: Trịnh Xuân Thanh, Nguyễn Thị Nguyệt Hường, Ngô Văn Minh, Thích Chơn Thiện, Võ Kim Cự, Ngô Đức Mạnh, Phan Thị Mỹ Thanh, Đinh La Thăng, Nguyễn Quốc Khánh, Lê Minh Thông, Trần Đại Quang; trong số đó có 9 đại biểu là Đảng viên, và 2 đại biểu không phải là Đảng viên.
| Số lượng đại biểu được bầu | Số lượng đại biểu tại Kỳ họp thứ 6 | Số lượng đại biểu bị khuyết |
| -------------------------- | ---------------------------------- | --------------------------- |
| 496                        | 485                                | 11                          |

#### Kế hoạch
Các dự án luật dự định xem xét, thông qua gồm:
1. Luật Phòng, chống tham nhũng (sửa đổi)
2. Luật Công an nhân dân (sửa đổi)
3. Luật Đặc xá (sửa đổi)
4. Luật sửa đổi, bổ sung một số điều của Luật Giáo dục đại học
5. Luật Chăn nuôi
6. Luật Trồng trọt
7. Luật Cảnh sát biển Việt Nam
8. Luật Bảo vệ bí mật nhà nước
9. Luật sửa đổi, bổ sung các Luật có quy định liên quan đến quy hoạch
10. Nghị quyết phê chuẩn Hiệp định Đối tác toàn diện và Tiến bộ xuyên Thái Bình Dương (CPTPP) cùng các văn kiện liên quan.

Các dự án luật được thảo luận cho ý kiến gồm:
1. Luật Giáo dục (sửa đổi)
2. Luật Kiến trúc
3. Luật Quản lý thuế (sửa đổi)
4. Luật Đầu tư công (sửa đổi)
5. Luật sửa đổi, bổ sung một số điều của Luật Thi hành án hình sự
6. Luật Phòng, chống tác hại của rượu, bia

#### Bầu Chủ tịch nước
Sáng ngày 23 tháng 10 năm 2018, Quốc hội khóa 14 đã bầu ông Nguyễn Phú Trọng, Đại biểu Quốc hội thành phố Hà Nội làm Chủ tịch nước Cộng hòa xã hội chủ nghĩa Việt Nam khóa 14 nhiệm kì 2016-2021 thay ông Trần Đại Quang qua đời đột ngột (tổng số đại biểu: 485, có mặt: 477, vắng mặt: 8, tán thành: 476, phản đối: 1, tỉ lệ 476/477=tỉ lệ 99.79%).

#### Phê chuẩn Bộ trưởng Bộ Thông tin và Truyền thông
Sáng ngày 24 tháng 10 năm 2018, Quốc hội khóa 14 đã tán thành nghị quyết phê chuẩn ông Nguyễn Mạnh Hùng làm Bộ trưởng Bộ Thông tin và Truyền thông thay ông Trương Minh Tuấn (tổng số đại biểu: 485, có mặt: 469, vắng mặt: 16, tán thành: 461, phản đối: 8, tỉ lệ tán thành/tổng số đại biểu là 461/485=tỉ lệ 95.05%). Trước đó, vào chiều ngày 23 tháng 10 năm 2018, Trương Minh Tuấn đã được Quốc hội phê chuẩn miễn nhiệm chức vụ Bộ trưởng Thông tin Truyền thông (tổng số đại biểu: 485, có mặt: 477, tán thành: 473).

#### Thông qua Hiệp định CPTPP
Chiều ngày 12 tháng 11 năm 2018, Quốc hội Việt Nam khóa 14 đã thông qua Hiệp định Đối tác Toàn diện và Tiến bộ xuyên Thái Bình Dương (CPTPP), cụ thể tổng số đại biểu: 485, có mặt: 469, vắng mặt: 16, tán thành: 469, phản đối: 0, tỉ lệ tán thành/tổng số đại biểu 469/485 = 96.70%.

### Kỳ họp thứ 7 (20.5.2019 - 13.6.2019)
Kỳ họp thứ 7 Quốc hội Việt Nam khóa 14 dự kiến kéo dài trong 19 ngày từ 20 tháng 5 đến 13 tháng 6 năm 2019.
Kỳ họp này Quốc hội đã xem xét, thông qua 7 luật, cho ý kiến về 9 dự án luật; giám sát tối cao chuyên đề “Việc thực hiện chính sách, pháp luật về quy hoạch, quản lý, sử dụng đất đai tại đô thị từ khi Luật Đất đai năm 2013 có hiệu lực đến hết năm 2018”; tiến hành chất vấn và trả lời chất vấn đối với 4 nhóm vấn đề liên quan đến các lĩnh vực giao thông vận tải, xây dựng, an ninh trật tự, an toàn xã hội, văn hóa, thể thao và du lịch; xem xét các báo cáo về kinh tế - xã hội, ngân sách nhà nước và nhiều báo cáo quan trọng khác; phê chuẩn nhân sự.
Các luật được thông qua tại kỳ họp thứ 7 gồm: Luật Phòng, chống tác hại của rượu, bia; Luật Giáo dục (sửa đổi); Luật Thi hành án hình sự (sửa đổi); Luật Đầu tư công (sửa đổi); Luật Quản lý thuế (sửa đổi); Luật Kiến trúc; Luật sửa đổi, bổ sung một số điều của Luật Kinh doanh bảo hiểm, Luật Sở hữu trí tuệ.

### Kỳ họp thứ 8 (21.10.2019 - 27.11.2019)
Kỳ họp thứ 8 khai mạc vào sáng ngày 21 tháng 10 và bế mạc vào ngày 27 tháng 11 năm 2019.
Trong kỳ họp này, Quốc hội đã thông qua 11 luật sau (văn phòng Chủ tịch nước họp báo công bố lệnh chủ tịch nước vào ngày 16 tháng 12 năm 2019):
1. Luật sửa đổi, bổ sung một số điều của Luật Nhập cảnh, xuất cảnh, quá cảnh, cư trú của người nước ngoài tại Việt Nam
2. Luật xuất cảnh, nhập cảnh của công dân Việt Nam;
3. Luật sửa đổi, bổ sung một số điều của Luật Quản lý, sử dụng vũ khí, vật liệu nổ và công cụ hỗ trợ;
4. Bộ luật Lao động;
5. Luật Thư viện;
6. Luật sửa đổi, bổ sung một số điều của Luật Tổ chức Chính phủ và Luật Tổ chức chính quyền địa phương;
7. Luật Dân quân tự vệ;
8. Luật sửa đổi, bổ sung một số điều của Luật Cán bộ, công chức và Luật Viên chức;
9. Luật sửa đổi, bổ sung một số điều của Luật Kiểm toán nhà nước;
10. Luật lực lượng dự bị động viên
11. Luật Chứng khoán.

Quốc hội thông qua 17 nghị quyết, gồm có:
1. Nghị quyết thí điểm tổ chức mô hình chính quyền đô thị tại thành phố Hà Nội;
2. Nghị quyết về khoanh nợ tiền thuế, xóa nợ tiền phạt chậm nộp, tiền chậm nộp đối với người nộp thuế không còn khả năng nộp ngân sách nhà nước
3. Nghị quyết phê chuẩn Hiệp ước bổ sung Hiệp ước Hoạch định biên giới quốc gia năm 1985 và Hiệp ước bổ sung năm 2005 và Nghị định thư Phân giới cắm mốc biên giới trên đất liền giữa nước Cộng hòa xã hội chủ nghĩa Việt Nam và Vương quốc Campuchia

Quốc hội đã chất vấn Thủ tướng Nguyễn Xuân Phúc, Phó Thủ tướng Chính phủ Trương Hòa Bình, Phó Thủ tướng Trịnh Đình Dũng, Bộ trưởng Bộ Nông nghiệp và Phát triển nông thôn, Bộ trưởng Bộ Công thương, Bộ trưởng Bộ Nội vụ, và Bộ trưởng Bộ Thông tin và Truyền thông.

### Kỳ họp thứ 9 (20.05.2020 - 19.06.2020)

#### Chia làm 2 đợt
Kì họp thứ 9 có hai đợt, đợt 1 diễn ra từ ngày 20 tháng 5 năm 2020 đến ngày 29 tháng 5 năm 2020. Trong đợt 1, Quốc hội họp trực tuyến qua cầu truyền hình từ Nhà Quốc hội đến 63 đoàn đại biểu Quốc hội các tỉnh thành trong hoàn cảnh đại dịch Covid-19 đang hoành hành trên toàn cầu. Đợt 2 diễn ra từ ngày 8 tháng 6 năm 2020 đến ngày 19 tháng 6 năm 2020, Quốc hội họp tập trung tại Nhà Quốc hội. Chiều ngày 19 tháng 6 năm 2020, Quốc hội bế mạc kì họp thứ 9 sau 19 ngày làm việc. Tổng số đại biểu Quốc hội tại kì họp này là 483 người.
Tại kì họp này, Quốc hội đã thông qua 10 Luật, 21 Nghị quyết, cho ý kiến về 6 Dự án luật.

#### Thông qua Hiệp định EVFTA
Sáng ngày 8 tháng 6 năm 2020, tại ngày họp tập trung đầu tiên của đợt 2, Quốc hội đã biểu quyết thông qua Hiệp định Thương mại tự do giữa Cộng hòa xã hội chủ nghĩa Việt Nam và Liên minh châu Âu (EVFTA) với tỉ lệ số phiếu tán thành là 94,62% tức 457 phiếu từ 457 đại biểu có mặt tại hội trường biểu quyết trên tổng số 462 đại biểu quốc hội.

### Kỳ họp thứ Mười (20.10.2020-17.11.2020)

#### Chia làm 2 đợt
Kì họp thứ 10 có hai đợt, đợt 1 diễn ra từ ngày 20 tháng 10 năm 2020 đến ngày 27 tháng 11 năm 2020. Trong đợt 1, Quốc hội họp trực tuyến qua cầu truyền hình từ Nhà Quốc hội đến 63 đoàn đại biểu Quốc hội các tỉnh thành trong hoàn cảnh đại dịch Covid-19 đang hoành hành trên toàn cầu. Đợt 2 diễn ra từ ngày 2 tháng 11 năm 2020 đến ngày 17 tháng 11 năm 2020, Quốc hội họp tập trung tại Nhà Quốc hội. Chiều ngày 17 tháng 11 năm 2020, Quốc hội bế mạc kì họp thứ 9 sau 19 ngày làm việc. Tổng số đại biểu Quốc hội tại kì họp này là 483 người.

### Kỳ họp thứ Mười Một (24.3.2021-8.4.2021)
Tại Đại hội Đảng lần thứ XIII tháng 1/2021, Chủ tịch Quốc hội Nguyễn Thị Kim Ngân không tham gia Ban Chấp hành Trung ương, Bộ Chính trị khóa mới. Vì vậy, tại kỳ họp cuối cùng của Quốc hội khóa XIV vào tháng 3 năm 2021, Quốc hội đã tiến hành bỏ phiếu miễn nhiệm các chức danh Chủ tịch Quốc hội, Chủ tịch nước và Thủ tướng Chính phủ trước khi kết thúc nhiệm kỳ và tiến hành bầu mới ngay sau đó. Như vậy, xuyên suốt nhiệm kỳ Quốc hội khóa XIV có 2 Chủ tịch Quốc hội, 3 Chủ tịch nước và 2 Thủ tướng Chính phủ. Việc bầu lại các chức danh ngay cuối nhiệm kỳ dẫn đến nhiều ý kiến cho rằng mâu thuẫn với Điều 87 và Điều 97 của Hiến pháp: "Nhiệm kỳ của Chính phủ, Chủ tịch nước theo nhiệm kỳ của Quốc hội". Tuy nhiên, theo Điều 70 chương V: Quốc hội Hiến pháp quy định Quốc hội có nhiệm vụ và quyền hạn:
"7. Bầu, miễn nhiệm, bãi nhiệm Chủ tịch nước, Phó Chủ tịch nước, Chủ tịch Quốc hội, Phó Chủ tịch Quốc hội, Ủy viên Ủy ban thường vụ Quốc hội, Chủ tịch Hội đồng dân tộc, Chủ nhiệm Ủy ban của Quốc hội, Thủ tướng Chính phủ, Chánh án Tòa án nhân dân tối cao, Viện trưởng Viện kiểm sát nhân dân tối cao, Chủ tịch Hội đồng bầu cử quốc gia, Tổng Kiểm toán nhà nước, người đứng đầu cơ quan khác do Quốc hội thành lập; phê chuẩn đề nghị bổ nhiệm, miễn nhiệm, cách chức Phó Thủ tướng Chính phủ, Bộ trưởng và thành viên khác của Chính phủ, Thẩm phán Tòa án nhân dân tối cao; phê chuẩn danh sách thành viên Hội đồng quốc phòng và an ninh, Hội đồng bầu cử quốc gia.
Sau khi được bầu, Chủ tịch nước, Chủ tịch Quốc hội, Thủ tướng Chính phủ, Chánh án Tòa án nhân dân tối cao phải tuyên thệ trung thành với Tổ quốc, Nhân dân và Hiến pháp".
Vì vậy, việc bầu mới các chức danh của Quốc hội, Nhà nước và Chính phủ ngay trong nhiệm kỳ khóa XIV hoàn toàn phù hợp với Hiến pháp.

## Thay đổi nhân sự

### Số đại biểu còn lại
Quốc hội khóa XIV được bầu vào ngày 22 tháng 5 năm 2016 với tổng số 496 đại biểu, trong đó có hai người tự ứng cử và trúng cử , 21 người (chiếm tỉ lệ 4,25%) không phải là đảng viên Đảng Cộng sản Việt Nam (giảm 50% so với Quốc hội Việt Nam khóa 13),và 475 người là đảng viên Đảng Cộng sản. Trong số 475 đảng viên Đảng Cộng sản đại biểu quốc hội có hơn 100 vị là ủy viên Ban Chấp hành Trung ương Đảng Cộng sản Việt Nam. Hai người tuy được bầu nhưng sau đó bị truất quyền đại biểu là ông Trịnh Xuân Thanh (đảng viên Đảng Cộng sản, trúng cử đại biểu quốc hội ở đơn vị bầu cử số 1 tỉnh Hậu Giang gồm thành phố Vị Thanh và các huyện Vị Thủy, Châu Thành, Châu Thành A với tỉ lệ số phiếu 75,28% cao nhất tỉnh Hậu Giang, bị hủy tư cách đại biểu quốc hội vào ngày 15 tháng 7 năm 2016) và tiếp đó là bà Nguyễn Thị Nguyệt Hường (không đảng phái, trúng cử đại biểu quốc hội khóa XIV đơn vị bầu cử số 5 TP Hà Nội (Đan Phượng, Hoài Đức, Bắc Từ Liêm, Nam Từ Liêm) với tỷ lệ số phiếu 78,51%, bị hủy tư cách đại biểu quốc hội vào chiều ngày 17 tháng 7 năm 2016). Kỳ họp đầu tiên được tổ chức vào ngày 20 tháng 7 năm 2016.
Tính tới ngày 8 tháng 12 năm 2017 lại có thêm 5 ghế trống, đại biểu Ngô Văn Minh (đảng viên Đảng Cộng sản, ĐBQH Quảng Nam) và đại biểu Thích Chơn Thiện (không đảng phái, ĐBQH Thừa Thiên Huế) từ trần cuối năm 2016, còn ông Võ Kim Cự (đảng viên Đảng Cộng sản, ĐBQH Hà Tĩnh) xin thôi vì lý do "sức khỏe". Đinh La Thăng (ĐBQH Thành phố Hồ Chí Minh) và Nguyễn Quốc Khánh (ĐBQH Quảng Nam) bị mất quyền đại biểu Quốc hội từ ngày 14/5/2018 vì bị kết án tù. Ngô Đức Mạnh (đảng viện Đảng Cộng sản, ĐBQH Bình Thuận) thôi nhiệm vụ đại biểu Quốc hội vì sang Nga làm đại sứ. Phan Thị Mỹ Thanh (đảng viên Đảng Cộng sản, ĐBQH Đồng Nai) tự xin thôi nhiệm vụ đại biểu Quốc hội. Ngày 31 tháng 8 năm 2018, đại biểu tỉnh Thanh Hóa Lê Minh Thông bị đột tử. Ngày 21 tháng 9 năm 2018, Chủ tịch nước Trần Đại Quang (ĐBQH TPHCM) qua đời nên trống thêm một ghế. Ngày 12 tháng 4 năm 2019, Ủy ban thường vụ Quốc hội Việt Nam khóa 14 phiên họp thứ 33 đã thông qua Nghị quyết 676 cho phép ông Lê Đình Nhường thôi làm nhiệm vụ Đại biểu vì lí do sức khỏe.
 Từ ngày 18 tháng 9 năm 2019, Uỷ ban thường vụ Quốc hội Việt Nam khoá 14 đã quyết nghị cho ông Hồ Văn Năm đại biểu Quốc hội tỉnh Đồng Nai thôi nhiệm vụ đại biểu Quốc hội sau khi bị kỉ luật Đảng Cộng sản Việt Nam.
Như vậy, tính tới ngày 20 tháng 6 năm 2020, Quốc hội khóa XIV còn 483 đại biểu (trong đó có 19 người ngoài đảng và 464 đảng viên Đảng Cộng sản Việt Nam), giảm 13 đại biểu so với đầu khóa.
Có hai vợ chồng đều là đại biểu quốc hội Việt Nam trong cùng khóa XIV là Vương Đình Huệ (ĐBQH Hà Tĩnh) và Nguyễn Vân Chi (ĐBQH Nghệ An).

### Đại biểu không được công nhận tư cách
Sau khi được trung ương giới thiệu ứng cử và đã trúng cử ở đơn vị bầu cử Quốc hội với tỉ lệ cao, Trịnh Xuân Thanh (đảng viên Đảng Cộng sản Việt Nam) và Nguyễn Thị Nguyệt Hường (không phải đảng viên Đảng Cộng sản Việt Nam) không được Hội đồng Bầu cử công nhận tư cách đại biểu Quốc hội.

### Đại biểu qua đời
Có bốn đại biểu qua đời đột ngột là Ngô Văn Minh (mất 16/12/2016, Thích Chơn Thiện (mất 8/11/2016), Lê Minh Thông (mất ngày 31 tháng 8 năm 2018), Trần Đại Quang (Tp.HCM) mất ngày 21/09/2018.

### Cho thôi nhiệm vụ đại biểu
- Võ Kim Cự

Ngày 28.4.2017, Chủ tịch QH Nguyễn Thị Kim Ngân cho biết: “Khi ông Võ Kim Cự vào QH thì vào bằng suất của Chủ tịch liên minh Hợp tác xã và do MTTQ VN giới thiệu. QH sẽ làm thủ tục cho thôi nhiệm vụ đại biểu QH...” .
Ngày 15/5/2017 Ủy ban thường vụ Quốc hội đã nhất trí kỷ luật ông Võ Kim Cự - cựu Chủ tịch Liên minh hợp tác xã Việt Nam, cựu Bí thư Tỉnh ủy Hà Tĩnh - do sai phạm trong quá trình cấp phép dự án Formosa gây hậu quả nghiêm trọng tới môi trường vụ cá chết hàng loạt ở 4 tỉnh miền Trung năm 2016 bằng hình thức cho thôi tư cách đại biểu Quốc hội khóa 14 kể từ ngày 15/5. Trước đó, ông cũng có đơn chủ động xin thôi làm nhiệm vụ đại biểu với lý do sức khỏe..
- Ngô Đức Mạnh

Dự kiến, trong ngày làm việc thứ hai của đợt 1 từ 12-13/3/2017 phiên họp thứ 22 Ủy ban thường vụ Quốc hội, Thường vụ Quốc hội sẽ xem xét quyết định cho thôi nhiệm vụ đại biểu Quốc hội với ông Ngô Đức Mạnh vừa được bổ nhiệm để đi làm Đại sứ Việt Nam tại LB Nga. Trước đó, ông Ngô Đức Mạnh thuộc đoàn ĐBQH tỉnh Bình Thuận.
- Phan Thị Mỹ Thanh

Bà Phan Thị Mỹ Thanh được Ủy ban Thường vụ Quốc hội cho thôi nhiệm vụ đại biểu. Bà Thanh đã bị Ban Bí thư kỷ luật với hình thức cách hết các chức vụ trong Đảng và khẳng định vi phạm ở mức độ nghiêm trọng..
- Lê Đình Nhường

Ngày 12 tháng 4 năm 2019, Ủy ban thường vụ Quốc hội Việt Nam khóa 14 tại phiên họp thứ 33 đã thông qua Nghị quyết số 676 về việc miễn nhiệm chức vụ Phó chủ nhiệm Ủy ban Quốc phòng và An ninh của Quốc hội, đồng thời cho thôi Đại biểu Quốc hội khóa 14 đoàn Thái Bình đối với ông Lê Đình Nhường. Nguyên nhân do ông này trước đó đã bị kỉ luật cảnh cáo của Đảng Cộng sản Việt Nam chịu trách nhiệm sai phạm khi ông làm việc ở Bộ Công an và chính Lê Đình Nhường cũng đã làm đơn xin thôi nhiệm vụ đại biểu Quốc hội vì lí do sức khỏe. Nghị quyết có hiệu lực từ ngày 12 tháng 4 năm 2019.

- Hồ Văn Năm

Từ ngày 18 tháng 9 năm 2019, Uỷ ban thường vụ Quốc hội Việt Nam khoá 14 đã quyết nghị cho ông Hồ Văn Năm đại biểu Quốc hội tỉnh Đồng Nai thôi nhiệm vụ đại biểu Quốc hội sau khi bị kỉ luật Đảng Cộng sản Việt Nam.

### Đình chỉ nhiệm vụ đại biểu
Chiều 8/12, Ủy ban Thường vụ Quốc hội đã biểu quyết với tỷ lệ nhất trí cao, thông qua "nghị quyết về việc khởi tố bị can, bắt tạm giam, khám xét và tạm đình chỉ việc thực hiện nhiệm vụ, quyền hạn của đại biểu Quốc hội" đối với ông Đinh La Thăng - Phó ban kinh tế Trung ương và ông Nguyễn Quốc Khánh - nguyên Chủ tịch hội đồng thành viên Tập đoàn dầu khí quốc gia Việt Nam. Ông Thăng và ông Khánh là 2 trong số 3 nguyên Chủ tịch hội đồng thành viên Tập đoàn dầu khí quốc gia Việt Nam bị bắt giam. Một nguyên chủ tịch khác, ông Nguyễn Xuân Sơn bị tòa án sơ thẩm tuyên án Tử hình về ba tội: tham ô, lạm dụng chức quyền chiếm đoạt tài sản và cố ý làm trái trong vụ án Ocean Bank vào ngày 29/9/2017.

### Trường hợp đại biểu Đinh Thế Huynh
Mặc dù đã 2 năm nay không tham gia các hoạt động của Quốc hội, nhưng ông Đinh Thế Huynh là cán bộ thuộc Bộ Chính trị quản lý, nên chỉ khi nào Bộ Chính trị có ý kiến thì Ủy ban Thường vụ Quốc hội sẽ tiến hành xem xét.

## Nhận xét
- Luật sư Lê Quốc Quân cho là quốc hội phải độc lập; "Đại biểu quốc hội phải thực sự là của dân, do dân bầu lên chứ không phải "đảng cử dân bầu". Đảng cũng không thể có cái quyền rất ngang ngược là điều chuyển "tính đại diện" từ nhóm dân này sang nhóm dân khác như trường hợp Ông Đinh La Thăng và ông Nguyễn Thiện Nhân vừa rồi....Quốc hội phải thực sự là của dân; và đảng cộng sản nên có số lượng đại biểu trong quốc hội tương ứng với số đảng viên của mình, nghĩa là khoảng 21 người thay vì chỉ là 21 người ngoài đảng như bây giờ." [83]

### Không được bầu cũng đại diện dân
ĐBQH Đinh La Thăng, trưởng đoàn ĐBQH TP.HCM sau khi mất chức bí thư thành ủy TP.HCM vào tháng 5 năm 2017, được chuyển về Đoàn ĐBQH Thanh Hóa mặc dù ông không được người dân ở đây bầu lên làm đại diện cho họ. Trường hợp tương tự là ĐBQH Nguyễn Thiện Nhân, tân bí thư Thành ủy TP.HCM, chuyển từ Đoàn ĐBQH tỉnh Trà Vinh về làm trưởng Đoàn ĐBQH TP.HCM. Nguyễn Doãn Anh chuyển từ Đoàn Đại biểu Hà Nội về Đoàn Đại biểu Nghệ An tháng 4 năm 2019.

### Hoạt động Quốc hội ngày càng dân chủ, gần dân, sát thực tiễn
Tại phiên họp 40 của Ủy ban Thường vụ Quốc hội tổng kết kỳ họp thứ 8 ngày 18 tháng 12 năm 2019 đã đánh giá: "hoạt động của Quốc hội ngày càng đi vào chiều sâu, đoàn kết, dân chủ, gần dân, sát với thực tiễn"; và "thể hiện sự chủ động, thận trọng, sát sao trong lãnh đạo, chỉ đạo cũng như trong công tác phối hợp chuẩn bị, tiến hành kỳ họp của cả hệ thống chính trị, được cử tri và nhân dân đánh giá cao". Theo đó, công tác lập pháp cũng được đánh giá tiến hành dân chủ, khách quan, công khai và minh bạch; các dự luật trình Quốc hội đều "bảo đảm quyền con người, quyền và nghĩa vụ cơ bản của công dân, đáp ứng yêu cầu phát triển kinh tế - xã hội, bảo đảm quốc phòng, an ninh và hội nhập quốc tế". Các đại biểu cũng đã tranh luận thẳng thắn, sôi nổi. Các phiên chất vấn các lãnh đạo của Chính phủ đều được cử tri và nhân dân quan tâm rất sát sao qua truyền thông, báo đài và các thành viên Chính phủ trả lời chất vấn cũng thể hiện thái độ nghiêm túc, không né tránh những vấn đề khó, bức xúc, thẳng thắn thừa nhận trách nhiệm bản thân và đưa ra nhiều cam kết, phương án khắc phục.

### Kỳ họp thứ 9:"đặt nền móng cho những đổi mới trong hoạt động của Quốc hội"[86][87]
Kỳ họp thứ 9 của Quốc hội khóa XIV diễn ra từ ngày 20 tháng 5 năm 2020 - ngày 19 tháng 6 năm 2020 trong bối cảnh dịch Covid-19 đang bùng phát nghiêm trọng tại Việt Nam và trên thế giới. Cũng tại kỳ họp này Quốc hội đã thông qua Hiệp định thương mại tự do giữa Việt Nam và EU. Kỳ họp thứ 9 được đánh giá là "đặt nền móng cho những đổi mới trong hoạt động của Quốc hội Việt Nam" nhờ vào việc linh động sắp xếp thành 2 đợt: họp trực tuyến (20/05 - 29/05) và họp tập trung (08/06-19/06).
Đây là lần đầu tiên trong lịch sử nghị trường Việt Nam, cơ quan lập pháp họp toàn thể đại biểu dưới hình thức trực tuyến kết nối 63 điểm cầu tại 63 tỉnh thành mà không cần phải tiếp xúc trực tiếp. Tổng thư ký Quốc hội Nguyễn Hạnh Phúc cũng thông tin rằng tại kỳ họp này Quốc hội đã đưa vào áp dụng rất nhiều các thiết bị thông minh, phần mềm tương tác thông minh và các giải pháp công nghệ mới của chính phủ vào vận hành. Lãnh đạo Quốc hội cũng khẳng định sẽ tiếp tục áp dụng các giải pháp công nghệ, điện tử tại kỳ họp này vào các hoạt động trong tương lai. Cử tri các địa phương cũng đánh giá cao kỳ họp này "giải quyết tình thế linh hoạt nhưng vẫn đảm bảo được chất lượng"; cũng như "thành công về mặt nội dung và đổi mới tối giản về phương thức thực hiện"...
Đợt 1 họp dưới hình thức trực tuyến trong thời gian 8 ngày này Quốc hội đã thảo luận 10 dự án luật, 07 dự thảo nghị quyết; giám sát chuyên đề việc thực hiện chính sách, pháp luật về phòng, chống xâm hại trẻ em; nghe tờ trình về 06 dự án luật khác và các báo cáo về kinh tế - xã hội, ngân sách nhà nước....